# Enoplus schulzi
Enoplus schulzi är en rundmaskart som beskrevs av Gerlach 1952. Enoplus schulzi ingår i släktet Enoplus och familjen Enoplidae. Arten är reproducerande i Sverige. Inga underarter finns listade i Catalogue of Life.